# Émile Bayard

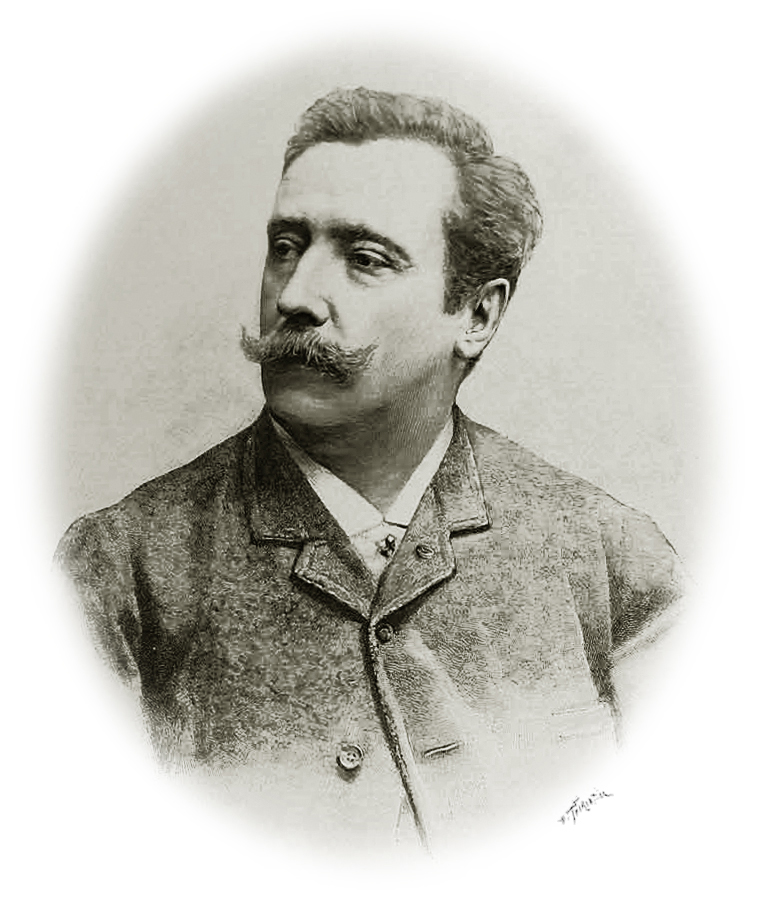
Émile Bayard auf der Titelseite von L'Illustration, 19. Dezember 1891

Émile-Antoine Bayard (* 2. November 1837 in La Ferté-sous-Jouarre; † 6. Dezember 1891 in Kairo) war ein französischer Illustrator.

## Leben und Werk

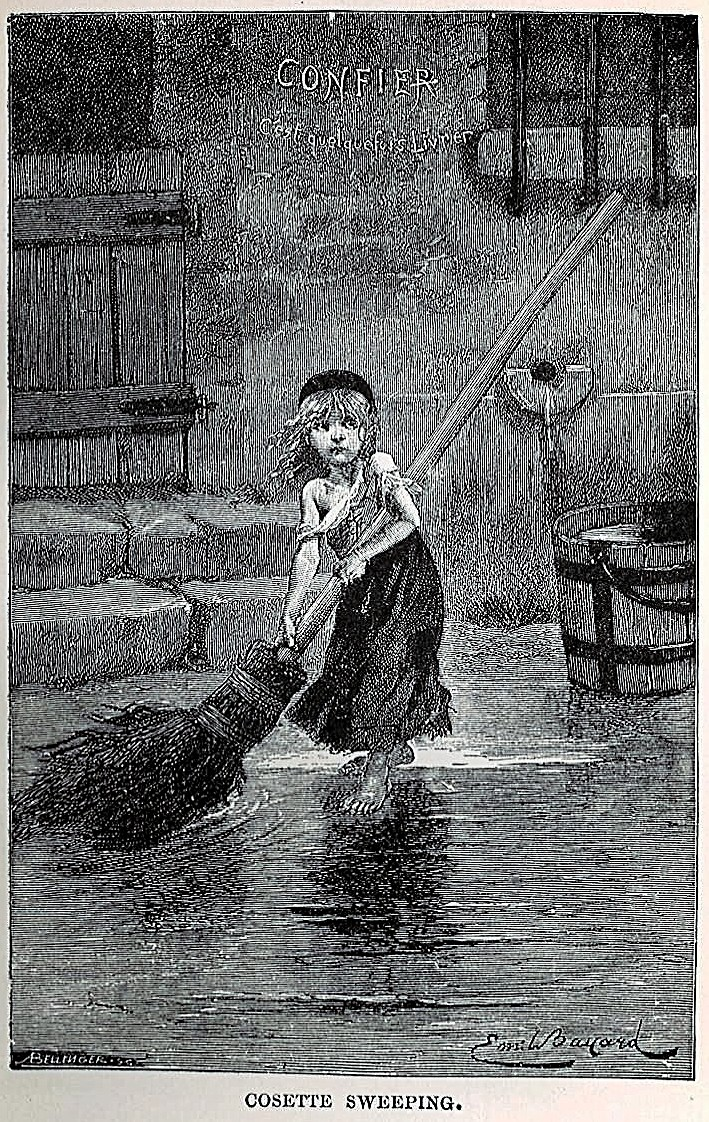
Porträt von „Cosette“ aus der Originalausgabe von Les Misérables (1862)

Émile-Antoine Bayard studierte zwischen 1853 und 1857 an der École des Beaux-Arts, unter dem bekannten Maler Léon Cogniet. Neben seinem Studium veröffentlichte er unter dem Pseudonym Abel de Miray humoristische Zeichnungen in verschiedenen Zeitschriften. Später arbeitete Bayard vor allem an Kohle- und Aquarellzeichnungen und erzielte erste Erfolge mit Holzschnitten. Anfang der 1860er Jahre arbeitete er vorwiegend für die Zeitschriften Journal des Voyages, Les Bibliothèque des Merveilles, Journal pour rire und L’Immortel. Von den dokumentarischen Zeichnungen und Lithographien, in denen er insbesondere die Geschehnisse des Deutsch-Französischen Krieges festhält, sind unter anderem die Kohlezeichnung Sedan von 1870, das 1873 im Salon de Paris ausgestellte Porträt Commandant Franchetti sowie das 1874 vom französischen Staat angekaufte Triptychon Gloria, Victis und Après la bataille de Waterloo hervorzuheben. Mit der sich gegen Ende des 19. Jahrhunderts zunehmend durchsetzenden Fotografie werden Bayards dokumentarische Zeichnungen nach und nach aus den Zeitungen und Zeitschriften verdrängt, so dass er sich fast nur noch als Illustrator, unter anderem von Victor Hugos Les Misérables, Harriet Beecher-Stowes Onkel Toms Hütte, Jules Vernes Von der Erde zum Mond und Alphonse Daudets L’Immortel sowie in der Sittenmalerei betätigte.